# Уэст-Йеллоустон
Уэст-Йеллоустон (англ. West Yellowstone; в 1908—1909 гг. — Риверсайд; в 1909—1920 гг. — Йеллоустон) — город в США в округе Галлатин штата Монтана. Расположен возле Западного въезда в Йеллоустонский национальный парк. Обслуживается аэропортом Йеллоустон.
Через город проходят автомагистрали 20и 191.
Население — 1322 чел. (2014).

## История
Уэст-Йеллоустон был основан в 1908 году после продления железной дороги компании Union Pacific Railroad. Изначально почтовая станция города получила название Риверсайд. В 1909 году она была переименована в Йеллоустон. В 1920 году город получил название Уэст-Йеллоустон.

## Экономика
Из-за своего расположения город ориентирован на туристов, посещающих Йеллоустонский заповедник. Вывески дублируются на китайский язык, работают 6 китайских ресторанов. В городе есть сувенирные и продуктовые магазины, рестораны, заправки.

## Климат
Уэст-Йеллоустон расположен на высоте 2025 метров (6644 фута). Климат — субарктический с холодной зимой и коротким, но тёплым летом. Снеговой покров с конца октября по начало мая.
| Показатель | Янв.  | Фев.  | Март | Апр. | Май  | Июнь | Июль | Авг. | Сен. | Окт. | Нояб. | Дек. | Год  |
| --- | ----- | ----- | ---- | ---- | ---- | ---- | ---- | ---- | ---- | ---- | ----- | ---- | ---- |
| Абсолютный максимум, °C | 8     | 13    | 19   | 26   | 31   | 33   | 36   | 35   | 33   | 28   | 20    | 13   | 36   |
| Средний суточный максимум, °C | −1,4  | 0,3   | 5    | 11,3 | 16,3 | 20,6 | 26,5 | 26,1 | 20,6 | 11,5 | 2,3   | −2,8 | 11,4 |
| Средняя температура, °C | −7,8  | −7,9  | −3,5 | 2,6  | 7,7  | 11,4 | 15,5 | 14,9 | 10,1 | 3,6  | −3,8  | −9,4 | 2,8  |
| Средний суточный минимум, °C | −14,2 | −16,1 | −12  | −6,2 | −1   | 2,1  | 4,4  | 3,7  | −0,3 | −4,3 | −10   | −16  | −5,8 |
| Абсолютный минимум, °C | −50   | −54   | −41  | −32  | −20  | −8   | −6   | −12  | −22  | −30  | −38   | −50  | −54  |
| Норма осадков, мм | 50    | 40    | 40   | 30   | 50   | 50   | 30   | 30   | 30   | 30   | 40    | 40   | 510  |
| Источник: http://www.weatherbase.com/weather/weather.php3?s=67627&cityname=West-Yellowstone-Montana-United-States-of-America&units=metric |       |       |      |      |      |      |      |      |      |      |       |      |      |

## Культура и образование
С 1981 года в городе работает общественная библиотека.
Есть одна школа и детский сад.

## Средства массовой информации
В городе на частоте 920 кГц вещает радиостанция KWYS.  